# Pelargonium radens
Pelargonium radens är en näveväxtart som beskrevs av Harold Emery Moore. Pelargonium radens ingår i släktet pelargoner, och familjen näveväxter. Inga underarter finns listade i Catalogue of Life.